# Belleplain
Belleplain es un lugar designado por el censo ubicado en el condado de Cape May en el estado estadounidense de Nueva Jersey. En el año 2010 tenía una población de 597 habitantes.

## Geografía
Belleplain se encuentra ubicado en las coordenadas 39°16′7″N 74°51′56″O / 39.26861, -74.86556.